# Head First (альбом The Babys)
| Оценки критиков | Оценки критиков |
| Источник        | Оценка          |
| --------------- | --------------- |
| AllMusic        | [ 2 ]           |
| Smash Hits      | [ 3 ]           |

Head First (с англ. — «Головой вперед») — третий студийный альбом мейн-рок-группы The Babys, выпущенный в декабре 1978 года лейблом Chrysalis Records.

## Информация об альбоме
Внутренние конфликты привели к тому, что лидер и основатель Майк Корби, вместе с Билли Миллером, был исключен из группы 28 августа 1978 года, но перед тем он успел записать свои партии (треки 4-5, 7-9).
Трое оставшихся участников Babys — Джон Уэйт, Уолли Стокер и Тони Брок — завершили альбом для выпуска в декабре 1978 года.
«Head First» занял 18-е место в австралийском чарте в 1979 году
Статус ведущего сингла был предоставлен песне «Every Time I Think of You», трек, написанный без Корби, который дружил с композиторами мелодии, Джеком Конрадом и Рэем Кеннеди, командой, ответственной за предыдущий хит " Isn’t Top 40 " Babys. Пора ". «Every Time I Think of You» совпал с 13-м номером Billboard Hot 100 " Isn’t It Time " в апреле 1979 года, в том же месяце, когда Head First стал альбомом Babys с самым высоким рейтингом, заняв 22-е место. Чарт альбомов Billboard . После выступления в качестве стороны B для «Every Time I Think of You» заглавный трек «Head First» о последующем сингле с другим альбомным треком «California» на стороне B; этот сингл достиг 77-го места в Hot 100.
Head First был переиздан 26 мая 2009 года на лейбле «Rock Candy Records» после того, как много лет не издавался. Бонус-треков нет, но все 9 треков подверглись ремастерингу.

## Треклист
Side One
1. «Love Don’t Prove I’m Right» (John Waite, Wally Stocker, Tony Brock) — 2:47
  - John Waite — lead vocals
  - Wally Stocker — guitars
  - Tony Brock — drums, percussion
2. «Every Time I Think of You» (Jack Conrad, Ray Kennedy) — 4:00
  - John Waite — lead vocals
  - Wally Stocker — guitars
  - Tony Brock — drums, percussion
  - Diana Lee — backing vocals
  - Marti McCall — backing vocals
  - Myrna Matthews — backing vocals
  - Kevin Kelly — piano
  - Jack Conrad — bass
3. «I Was One» (Waite, Mike Japp) — 3:30
  - John Waite — bass, lead vocals
  - Wally Stocker — guitars
  - Tony Brock — drums, percussion
  - Mike Japp — backing vocals
4. «White Lightning» (Billy Nicholls) — 3:20
  - John Waite — bass, lead vocals
  - Wally Stocker — acoustic guitar
  - Tony Brock — drums, percussion
  - Michael Corby — organ
  - John Sinclair — synthesizer
5. «Run to Mexico» (Waite, Stocker, Mike Corby, Brock) — 4:35
  - John Waite — bass, lead vocals
  - Wally Stocker — guitars
  - Tony Brock — drums, percussion
  - Michael Corby — keyboards

Side Two
1. «Head First» (Waite, Stocker, Brock) — 3:57
  - John Waite — bass, lead vocals
  - Wally Stocker — guitars
  - Tony Brock — drums, percussion
2. «You (Got It)» (Waite) — 4:39
  - John Waite — bass, lead vocals
  - Wally Stocker — acoustic guitar
  - Tony Brock — drums, percussion
  - Michael Corby — piano
3. «Please Don’t Leave Me Here» (Waite, Corby, Stocker) — 5:08
  - John Waite — bass, vocals
  - Wally Stocker — guitars
  - Tony Brock — drums, vocals, percussion
  - Michael Corby — piano
4. «California» (Waite) — 4:00
  - John Waite — bass, lead vocals
  - Wally Stocker — acoustic guitars, guitars
  - Tony Brock — drums
  - Michael Corby- Hammond organ
  - Robb Lawrence — mandolin
  - John Sinclair — synthesizer
  - Bobbye Hall — percussion

## Участники записи
The Babys
- Джон Уэйт — вокал
- Уолли Стокер — гитара
- Тони Брок — ударные

Приглашённые музыканты
- Майкл Корби — клавишные
- Джек Конрад — бас-гитара, бэк-вокал
- Кевин Келли — фортепиано
- Аллан Макмиллан — аранжировки для струнных и валторны
- Джимми Хаскелл — аранжировка струнных и валторны в «Every Time I Think of You»
- Марти МакКолл, Мирна Мэтьюз, Дайанна Ли — бэк-вокал
- Джон Синклер — синтезатор (4)